# Políptico da Misericórdia (Piero della Francesca)
O Políptico da Misericórdia é um políptico de pinturas a óleo e têmpera sobre madeira do período de 1445 a 1462 de Piero della Francesca, mestre italiano do período da Alta Renascença, que se encontra no Museu Cívico de Sansepolcro.
Em 1442, após algumas viagens, Piero della Francesca voltou à sua cidade natal de Sansepolcro onde foi um dos "conselheiros populares" no conselho municipal. Em 11 de janeiro de 1445 recebeu da Irmandade da Misericórdia local a encomenda de um retábulo para o altar da igreja desta irmandade. O contrato previa a conclusão da obra em três anos, devendo a pintura ser totalmente realizada por Piero, que tinha também a obrigação de a acompanhar e, se necessário, restaurar ao longo dos próximos dez anos. O Políptico da Misericórdia é, graças a este acordo, a primeira obra documentada de Piero della Francesca que sobreviveu até ao presente.
Mas, de facto, a realização do retábulo durou, com a participação de um aprendiz não identificado, mais de 15 anos, apesar da constante pressão da Irmandade, como evidenciado por um pagamento efectuado pelos religiosos em 1462. O atraso pode ser explicado tanto pelos muitos compromissos do mestre, como pela sua reputação de ser um artista muito lento. Alguns documentos permitem concluir que a maior parte da obra foi executada após 1459. A presença de São Bernardino de Siena com o halo permite indicar o postquam dado que este foi proclamado santo em 1450.
No século XVII, o retábulo foi apeado tendo-se perdido a sua estrutura original, mas foi evitada a dispersão dos painéis. Mais tarde foi transferido para a Igreja de S. Roque, em Sansepolcro, e a partir de 1901 encontra-se na Galeria de Arte Municipal desta localidade.

## Descrição

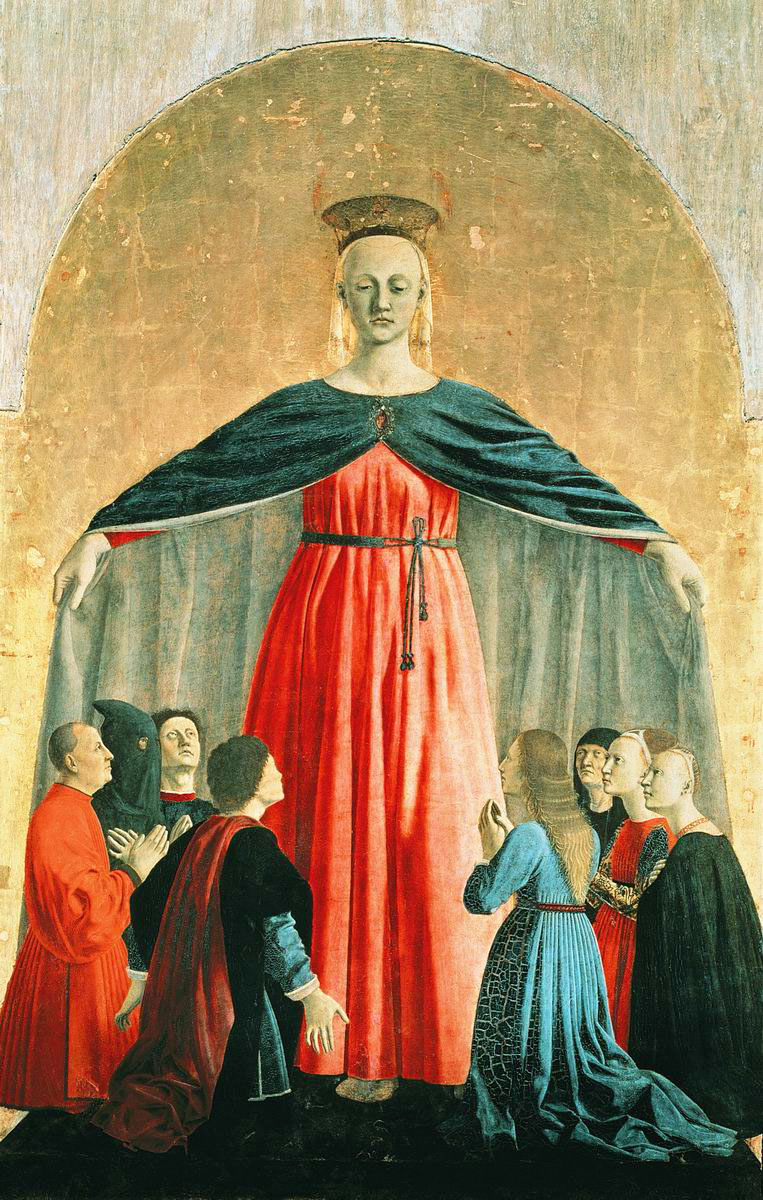
Nossa Senhora da Misericórdia, o painel principal do Políptico da Misericórdia

Sansepolcro era uma cidade pequena, onde a actividade artística não era certamente de vanguarda, embora o estudioso James R. Banker tenha opinião diferente, pois que em numerosos estudos destacou tanto o elevado nível demográfico como o animado mundo cultural de Sansepolcro no século XV, de modo que o Retábulo encomendado a della Francesca foi do tipo tradicional, com uma disposição compartimentada indicada pelos arcos do conjunto e com o uso massivo de cores preciosas, como o dourado em ouro.
Apesar destes constrangimentos, della Francesca realiza uma obra de acentuada modernidade, graças a alguns expedientes como a fusão espacial num único painel principal da Nossa Senhora da Misericórdia e de quatro santos, os quais estão sobre uma única laje de mármore, e com detalhes, como o corpo e parte do vestuário dos fiéis ajoelhados que se prolongam nos compartimentos adjacentes. Talvez que na composição, della Francesca tenha imitado muito de perto o Políptico de Pisa de Masaccio.
Tem sido referido como as figuras evocam a "solidez" das obras de Masaccio que estão imersas na cor ensinada por Domenico Veneziano e todas elas cercando a Virgem que surge "esculpida" a partir da perspectiva aprendida nos estudo de Filippo Brunelleschi.
O políptico consiste em 23 painéis, em parte pintados por assistentes, cinco maiores, cinco na cimalha, cinco na predela e quatro compartimentos em cada pilar, sendo neste último caso, os de baixo, simplesmente ocupados pelo brasão da irmandade.

### ANossa Senhora da Misericórdia

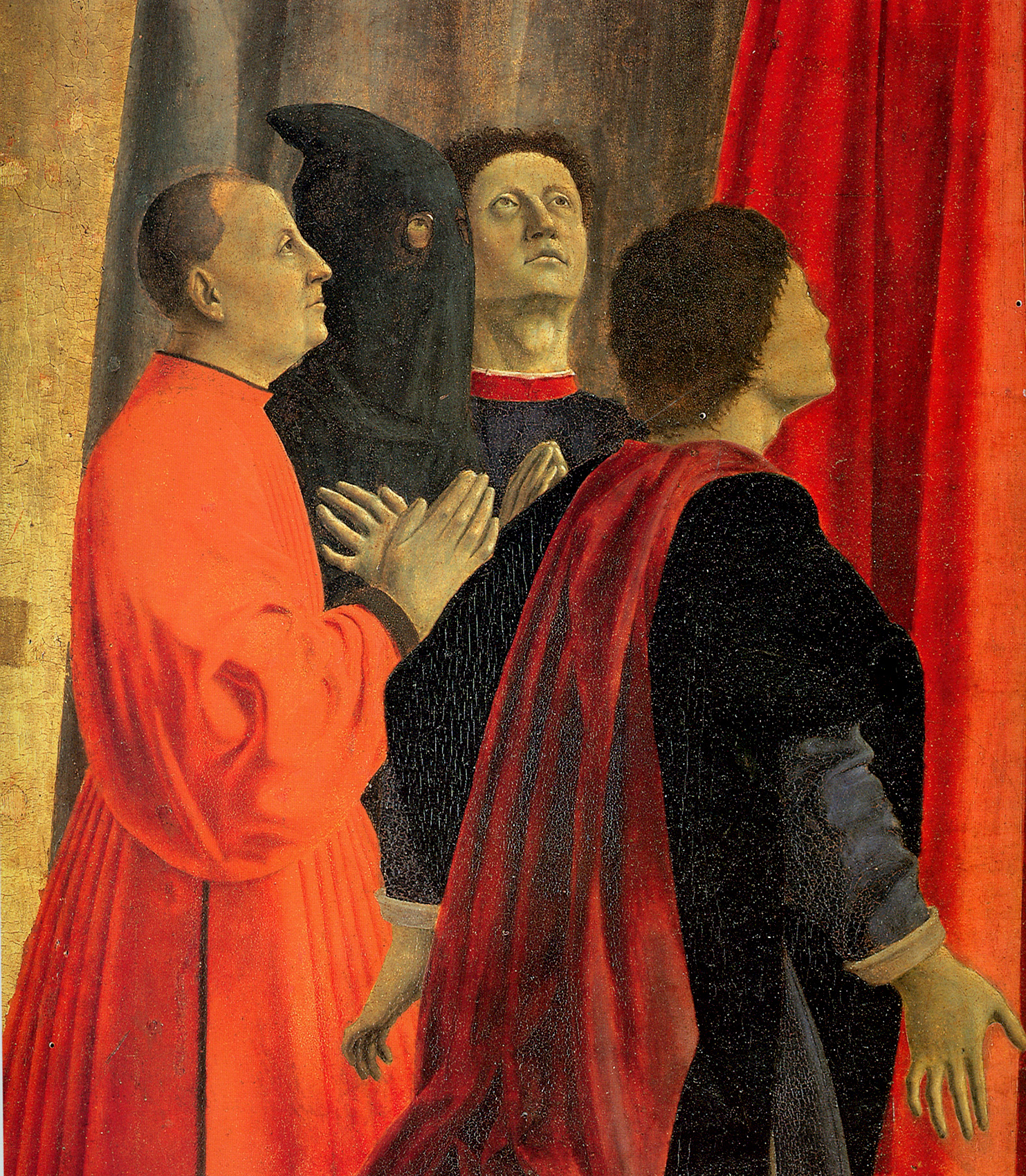
Os fiéis a rezar, com o autoretrato de Piero della Francesca voltado para o espectador, ao centro

Ao centro está a Nossa Senhora da Misericórdia, uma representação da Virgem Maria que abre o seu manto para dar abrigo e proteção a fiéis que a veneram, derivado da tradição medieval do "manto protetor" que as mulheres nobres em posições elevadas podiam conceder aos perseguidos e necessitados de ajuda. Os fiéis são hierarquicamente mais pequenos e estão dispostos em semi-círculo, quatro de cada lado, homens na esquerda e mulheres na direita, deixando um lugar ideal ao centro para o observador. Entre eles, vê-se um frade com capuz, um aristocrata rico vestido de vermelho e, de acordo com uma longa e plausível tradição, o homem virado para o espectador ao lado do vestido de Maria será um Auto-retrato do pintor.
A Virgem Maria repousa sobre uma base escura delineada em perspectiva, o que foca a atenção na figura central. É bem evidente o interesse de Piero pela geometria, na acumulação de formas regulares, como o cilindro do manto, o cone truncado da auréola e a coroa da Virgem, as formas ovais dos rostos. O cinto de Maria está atado de modo a formar uma cruz.

### Outros painéis
Em ambos os lados da Virgem, no registo principal, estão, na esquerda, São Sebastião, trespassado por setas, São João Baptista, com o manto castanho de eremita no deserto, barba, vara e cartela com a inscrição Ecce Agnus Dei, Ecce aqui tollit pecc [ata mundi], e, na direita, São João Evangelista com o livro vermelho e São Bernardino de Siena  com o hábito franciscano.
O painel com a Nossa Senhora da Misericórdia que acolhe as pessoas sob o seu manto é geralmente referido como tendo sido o primeiro a ser pintado. Do ponto de vista iconográfico, admite-se que a presença de São Sebastião esteja ligada à proteção contra as pestes e pelas muitas irmandades da época; desde o fim do primeiro Renascimento, este santo foi retratado de preferência nu e trespassado com flechas, o que deu aos artistas uma oportunidade de colocar em prática o estudo da anatomia.

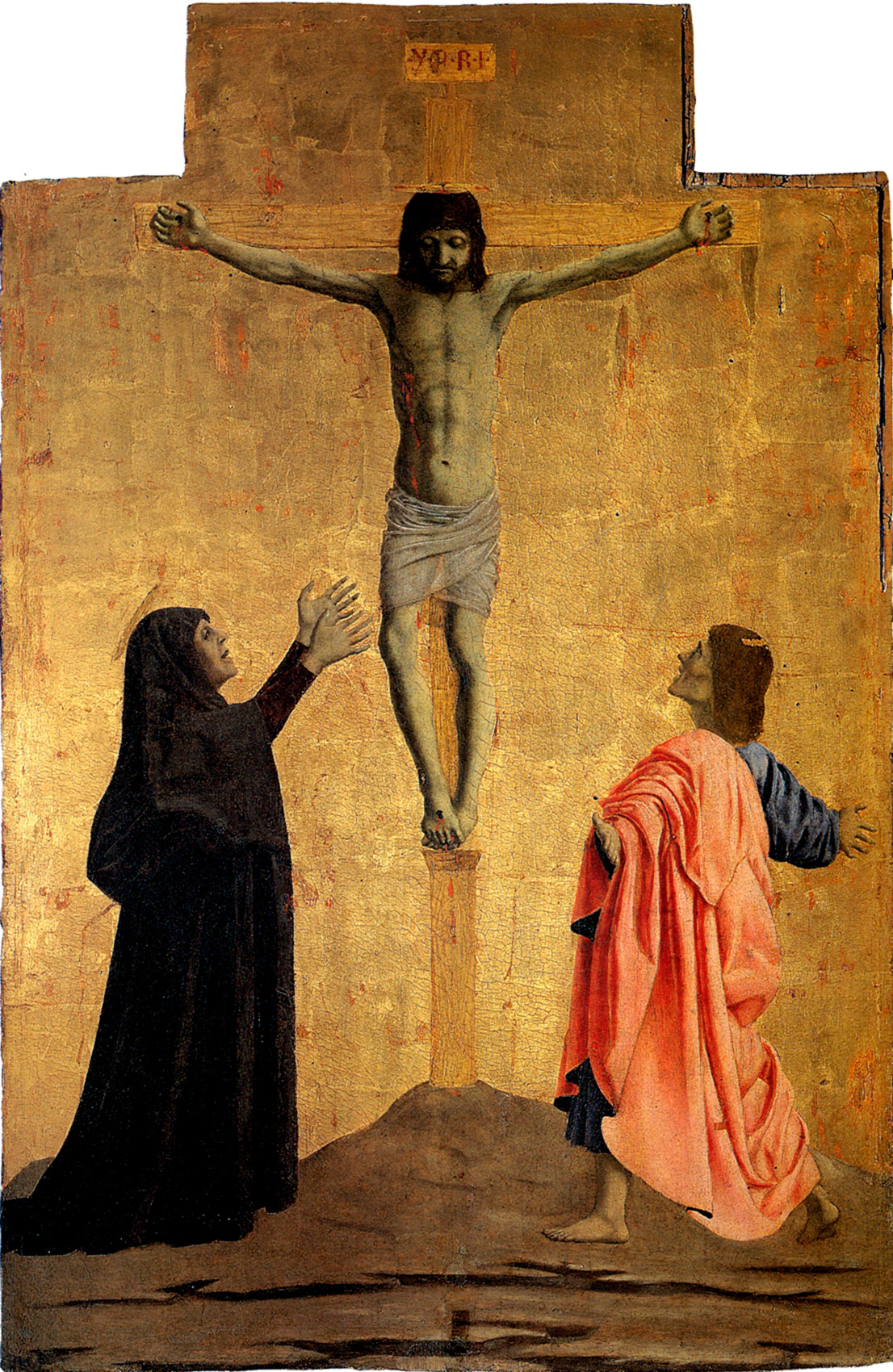
Crucificação

S. João, protetor de Florença e protetor contra as doenças da garganta, é representado, sem a habitual pele, no gesto do pregador, indicando a Virgem. Alguns têm associado esta atitude como uma citação da escultura São Mateus de Lorenzo Ghiberti, e também com o S. João Batista de Lorenzo Monaco. Bernardino, cuja presença proporciona um ponto de referência a datação da pintura, é representado com a face magra, inspirada por um retrato póstumo de Pietro di Giovanni d'Ambrogio realizado em 1444.
No segundo nível, estão a Crucificação, ao centro, e a contar da esquerda, San Romualdo, o Anjo da Anunciação, a Virgem da Anunciação e São Francisco. A Crucificação é o painel onde existe uma maior semelhança com Masaccio, com Cristo representado num escorço optimizado para a visão a partir de baixo, através da melhoria da tentativa experimental, mas um pouco desajeitada, da  Crucificação de Masaccio que se encontra em Nápoles. Os gestos da Virgem Maria e de João, ao lado da cruz, são amplos e expressivos dramaticamente, lembrando de imediato o pathos da pintura semelhante de Masaccio.
Chegaram também até ao presente os pilares laterais pintadas com representações de seis santos e de dois brasões da Irmandade da Misericórdia, provavelmente obra de um estudante desconhecido. A predela é constituida por cinco pequenos painéis, a Agonia no horto, a Flagelação, a Deposição, o Noli Me Tangere e Maria no sepúlcro, atribuídos ao pintor Giuliano Amidei, podendo talvez pertencer a um políptico diferente. A grande importância dada, no entanto, à Deposição, no centro e num tamanho maior, está ligada ao compromisso da irmandade no enterro dos mortos.
Predela do Políptico da Misericórdia